# الرصافي البلنسي
الرصافي البلنسي محمد بن غالب الرصافي المكنى بأبي عبد الله شاعر أندلسي، ولد في رصافة بلنسية فهو رصافي بلنسي وتكاد النسبتان ان تكونا نسبة واحدة وتوفى يوم الثلاثاء التاسع من شهر رمضان سنة 572 هـ/ 1177م، وكان يعمل رفّاءا حيث أشتغل بيده ترفعا عن الكسب من الشعر.

## النشأة
نشأ الشاعر محمد البلنسي في الأندلس بمنطقة الرصافة التي قال فيها صاحب المسهب: (فلا ترى فيها إلا مياها تتفرع، ولا تسمع إلا أطيرا تسجع، ولا تستنشق إلا أزهارا تنفح) ولكن لسبب غير معروف فارقها فهو قد قضى فيها (ريّق الصبا)، ويقول عنهُ لسان الدين بن الخطيب: (سكن غرناطة مدة ثم مالقة)

## ديوانه
كان ديوان الرصافي متداولا ومعروفا في أيام ابن الأبار ومتنافسا فيه قد حمل عنه وسمع منه، ومن رواته أبو علي بن كسرى المالقي وأبو الحسن بن جبير الزاهد، وأبو عبد الله بن الحجاري، وعن ابن كسرى أخذه أبو عمرو بن سالم، هذا وقد جمعه وقدم له إحسان عباس حيث ضاع الديوان في ما ضاع من التراث والأدب العربي.

## شعره
قبل الحديث عن شعره يجدر القول بأن منطقة شرق الأندلس قد أنجبت في عصر المرابطين وعهد الخليفتين الأولين من الموحدين أكبر شعراء الأندلس حينئذ فكان في العصر الأول ابن خفاجة وابن أخته المشهور بابن الزقاق البلنسي، وكان في العصر الثاني أبو عبد الله الرصافي وهم جميعا من الشعراء المحافظين على رونق الشعر الجزل، والمبتعدين عن ميدان الموشحات والأزجال، كما هي الحال في معظم مناطق الشرق الأندلسي، وكان الرصافي يعاصر ابن قزمان القرطبي امام الزجالين في عصره.
قال ابن الأبار عنه <<شاعر وقته المعترف به بالإجادة ...وكان من الرقة والسلاسة الطبع وتنقيح القريض وتجويده على طريقة محددة  وقال أيضا (شاعر عصره ...وكان في قصائده كثيرا ما يذكر شوقه إلى المعاهد فيأتي بما يعجب ويعجز).

## من قصائده
- وقال قصيدة يتشوق فيها إلى بلدته بلنسية ويحن اليها:[15]